# 日本の漫画作品一覧 た行
あ行 |
か行 |
さ行 |
た行 |
な行 |
は行 |
ま行 |
や行 |
ら行 |
わ行 |
読切 |
日本の漫画作品一覧 た行（にほんのまんがさくひんいちらん たぎょう）は、日本の漫画作品のうち、た行に分類される作品の一覧である。

## た
- ダーウィンズゲーム（FLIPFLOPs、別冊少年チャンピオン）
- ダークウィスパー（山下いくと、月刊電撃大王）
- DARK EDGE（相川有、月刊電撃コミックガオ!）
- DARK QUEEN（松原あきら、ヒーロークロスライン））
- だぁ!だぁ!だぁ!（川村美香、なかよし）
- ダイアモンド・ヘッド（水城せとな、デラックス別冊少女コミック）
- 対ありでした。 〜お嬢さまは格闘ゲームなんてしない〜（江島絵理、月刊コミックフラッパー）
- タイガーマスク（原作：梶原一騎、作画：辻なおき、ぼくら、ぼくらマガジン、週刊少年マガジン）
- 大甲子園（水島新司、週刊少年チャンピオン）
- 大攻者ナギ（加遠宏伸、別冊少年マガジン）
- 第三次性徴期、大塚くん!（君塚力、ガンガンONLINE）
- 第三世界の長井（ながいけん、ゲッサン）
- 第３のギデオン（乃木坂太郎、ビッグコミックスペリオール）
- 大純情くん（松本零士、週刊少年マガジン）
- 大正処女御伽話（桐丘さな、ジャンプスクエア）
- 大正 乙女カルテ（野広実由、まんがタウン）
- 代書屋佐永（山下友美、プリンセスGOLD）
- 大スキ!大ちゃん（いでまゆみ、なかよし）
- だいすき!! ゆずの子育て日記（愛本みずほ、BE・LOVE）
- 太臓もて王サーガ（大亜門、週刊少年ジャンプ）
- 代打屋トーゴー（たかもちげん、モーニング）
- 大地の顔役バギ（手塚治虫、少年アクション）
- 大長編ドラえもん（藤子・F・不二雄）
- 大東京トイボックス（うめ、コミックバーズ）
- 大東京ビンボー生活マニュアル（前川つかさ、モーニング）
- 大逃亡（和田慎二、別冊マーガレット）
- タイトロープ（夏目イサク、ディアプラス）
- ダイナマ伊藤!（杉本ペロ、週刊少年サンデー）
- ダイナマ舞（真木富士人、週刊少年チャンピオン）
- 大日本天狗党絵詞（黒田硫黄、月刊アフタヌーン）
- DIVE!!（原作：森絵都、作画：池野雅博、週刊少年サンデー）
- 大仏刑事（大崎亮平、月刊コミックブンブン）
- 逮捕しちゃうぞ（藤島康介、モーニング パーティ増刊、週刊モーニング）
- 大魔法峠（大和田秀樹、月刊少年エース）
- 格闘料理人ムサシ（刃森尊、週刊少年マガジン）
- タイムウォーカー零（飛鷹ゆうき、週刊少年ジャンプ）
- T・Pぼん（藤子・F・不二雄）
- Dämons（米原秀幸、週刊少年チャンピオン）
- ダイヤのA（寺嶋裕二、週刊少年マガジン）
- ダイヤモンド（青山広美、ビッグコミックスピリッツ）
- ダイヤモンド（柳川ヨシヒロ、週刊少年ジャンプ）
- ダイヤモンド・パラダイス（槇村さとる、別冊マーガレット）
- 太陽にスマッシュ!（あゆみゆい、なかよし）
- 太陽の恋人（原作：梶原一騎、作画：かざま鋭二、週刊少年チャンピオン）
- 太陽の戦士ポカポカ（久米田康治、週刊少年サンデー）
- 太陽の黙示録（かわぐちかいじ、ビッグコミック）
- ダイロクセンス（長門知大、別冊少年マガジン）
- 楕円少年（深井結己、麗人）
- たおれて尊し!（尾玉なみえ、good!アフタヌーン）
- だがしかし（コトヤマ、週刊少年サンデー）
- 高杉刑事キバリます!（春日光広、ALLMAN）
- 高杉さん家のおべんとう（柳原望、コミックフラッパー）
- 高嶺と花（師走ゆき、花とゆめ）
- 高嶺のハナさん（ムラタコウジ、週刊漫画ゴラク）
- 高天原に神留坐す（篠有紀子、Kiss）
- たかまれ!タカマル（近藤るるる、ファミ通）
- 耕して♥フォーリンLOVE（後藤羽矢子、まんがライフ等）
- タカヤ -閃武学園激闘伝-（坂本裕次郎、週刊少年ジャンプ）
- だから恋とよばないで（藤原よしこ、Cheese!）
- 抱かれたい男1位に脅されています。（桜日梯子、b-boy→JUNK!BOY→MAGAZINE BE×BOY）
- タキシード銀（松浦聡彦、週刊少年サンデー）
- tactics（木下さくら、月刊コミックブレイド）
- タクティクスオウガ（松葉博、月刊ガンガンWING）
- たくなび（山口かつみ、週刊ビッグスピリッツ）
- たくのみ。（火野遥人、裏サンデー）
- 打撃天使ルリ（山本康人、週刊ヤングジャンプ）
- タケル道（大和八重子、週刊少年サンデー）
- タコピーの原罪（タイザン5、少年ジャンプ+）
- 多重人格探偵サイコ（原作：大塚英志、画：田島昭宇、少年エース）
- 鯛代くん、君ってやつは。（ヤマダ、ビーボーイP!）
- 多数欠（宮川大河、裏サンデー、GANMA!）
- ダスト8（手塚治虫、週刊少年サンデー）
- ダストスパート!!（高橋留美子、週刊少年サンデー）
- 黄昏乙女×アムネジア（めいびい、月刊ガンガンJOKER）
- たそがれたかこ（入江喜和、BE・LOVE）
- 黄昏時鼎談（わかつきめぐみ、LaLaスペシャルCindy、LaLa Club）
- 黄昏流星群（弘兼憲史、ビッグコミックオリジナル）
- ただいま勤務中（辻灯子、まんがタイムジャンボ等）
- 戦う!セバスチャン（池田乾、Dear+）
- 戦え!アナウンサー（みずしな孝之、ヤングアニマル）
- 戦え!軍人くん（吉田戦車、コミックバーガー）
- たたかえ!地球ぼーえー隊MAC（うおりゃー大橋、コロコロコミック）
- 闘将!!拉麵男（ゆでたまご、フレッシュジャンプ）
- 戦え!梁山泊 史上最強の弟子（松江名俊、少年サンデー超増刊）
- 正しい恋愛のススメ（一条ゆかり、コーラス）
- ただ離婚してないだけ（本田優貴、ヤングアニマル嵐→ヤングアニマル）
- タックル猛牛シリーズ（南波健二、単行本書き下ろし）
- ダッシュ勝平（六田登、週刊少年サンデー）
- ダッシュ!四駆郎（徳田ザウルス、コロコロコミック）
- タッチ（あだち充、週刊少年サンデー）
- だって愛してる（むんこ、まんがタイム）
- だって,ふたりはミサイルラブ（中山乃梨子、FEEL YOUNG）
- 伊達グルーヴ（島田英次郎、週刊少年マガジン）
- タテの国（田中空、少年ジャンプ+）
- 堕天作戦（山本章一、裏サンデー）
- 堕天使カナン（原悠衣、月刊コミックブレイド）
- TATTOO HEARTS（加治佐修、週刊少年ジャンプ）
- たとえ灰になっても（鬼八頭かかし、ヤングガンガン）
- たとえばこんなラヴ・ソング（北崎拓、週刊少年サンデー）
- たのしい甲子園（大和田和樹、少年エース）
- 堕靡泥の星（佐藤まさあき、漫画天国）
- TOUGH（猿渡哲也、週刊ヤングジャンプ）
- TOUGH外伝 龍を継ぐ男（猿渡哲也、週刊プレイボーイ）
- TOUGH 番外編 柔の章（猿渡哲也、東京2020 PARALYMPIC JUMP パラリンピックジャンプ）
- Doubles!（原案：小川勇気、作画：太田康徳）
- ダブルアーツ（古味直志、週刊少年ジャンプ）
- ダブルゲージ（沙雪、月刊コミックジーン）
- Wネーム（葉月京、週刊ヤングジャンプ）
- ダブル・ハード（今野直樹、原案協力：木村登美雄・市原剛、月刊少年ジャンプ）
- ダブル・フェイス（細野不二彦、ビッグコミック）
- 玉鹿市役所 ええじゃない課（山上たつひこ、週刊少年チャンピオン）
- 球詠（マウンテンプクイチ、まんがタイムきららフォワード）
- ダメおやじ（古谷三敏、週刊少年サンデー）
- だめっこどうぶつ（桑田乃梨子、まんがライフ）
- ダメな男じゃダメですか?（大盛のぞみ、めちゃコミック）
- ダモクレスのゴルフ（本島幸久、COMIC BULL、コミックDAYS）
- だもんで豊橋が好きって言っとるじゃん!（佐野妙、まんがライフ）
- タランチュラのくちづけ（原作：佐山哲郎、作画：高階良子、なかよし）
- たるとミックス!（神崎りゅう子、まんがタイムきらら）
- 誰が賢者を殺したか?（原作：奈々本篠介、作画：三雲ネリ、少年ジャンプ+）
- 誰かさんの落としもの（こはら裕子、ちゃお）
- ダレン・シャン（原作：ダレン・シャン、作画：新井隆広、週刊少年サンデー）
- タロットマスター（岩村俊哉、プレコミックブンブン）
- タンクタンクロー（阪本牙城、幼年倶楽部）
- 断罪者（いとうえい、COMICガム）
- 男子高校生の日常（山内泰延、ガンガンONLINE）
- 男子高校生は今日もお腹がすいている（ハナツカシオリ、ComicWalker）
- 男爵校長DS（ÖYSTER、もえよん、まんがタウンオリジナル、コミックハイ!）
- 男爵にふさわしい銀河旅行（速水螺旋人、月刊コミックバンチ）
- ダンジョンでお花摘みなんか許しません!!（はのみど、WEB月刊リュウコミックス）
- ダンシング・ゼネレーション（槇村さとる、別冊マーガレット）
- ダンス・ダンス・ダンスール（ジョージ朝倉、ビッグコミックスピリッツ）
- ダンダダン（龍幸伸、少年ジャンプ+）
- DAN DAN（石堂まゆ、あすか）
- だんちがい（米田和佐、まんが4コマぱれっと）
- 団地ともお（小田扉、ビッグコミックスピリッツ）
- 探偵学園Q（原作：天樹征丸、作画：さとうふみや、週刊少年マガジン）
- 探偵犬シャードック（原作：安童夕馬、作画：佐藤友生、週刊少年マガジン）
- 探偵ジョージのミニミニ大作戦（青山剛昌、週刊少年サンデー）
- 探偵夢宮さくらの完全敗北（ちょぼらうにょぽみ、まんがタイムきらら）
- DAN DOH!!（原作：坂田信弘、作画：万乗大智、週刊少年サンデー）
- ダントツ（水島新司、週刊少年チャンピオン）
- 旦那が何を言っているかわからない件（クール教信者、個人サイト）
- ダンベル何キロ持てる?（原作：サンドロビッチ・ヤバ子、作画：MAAM）
- たんぽぽクレーター（筒井百々子、プチフラワー）
- たんぽぽのティアラ（竹田真理子、なかよし）

## ち
- ちいかわ なんか小さくてかわいいやつ（ナガノ、Twitter）
- チーズスイートホーム（こなみかなた、週刊モーニング）
- チーズの時間（原作：花形怜、作画：山口よしのぶ、週刊漫画TIMES）
- チエばーちゃんの知恵ブクロ（橋口隆志、コロコロコミック）
- チェリージュース（フクシマハルカ、なかよし）
- ちえりの恋は8メートル（ミトガワワタル、少年ジャンプ+）
- ちぇんじ!（篠塚ひろむ、ちゃお）
- チェンジング・ナウ（UMA、週刊少年マガジン）
- チェンソーマン（藤本タツキ、週刊少年ジャンプ）
- ちかいの魔球（原作：福本和也、作画：ちばてつや、週刊少年マガジン）
- チキタ★GuGu（TONO、ネムキ）
- 地球防衛家のヒトビト（しりあがり寿、朝日新聞）
- 地球の放課後（吉富昭仁、チャンピオンRED）
- ちこたん、こわれる（今井ユウ、週刊ヤングマガジン）
- ぢごぷり（木尾士目、月刊アフタヌーン）
- 地上最強の男 竜（風忍 & ダイナミックプロ、週刊少年マガジン）
- 痴情の接吻（如月ひいろ、プチコミック）
- 知事ラン子（高橋のぼる、ビッグコミックスペリオール）
- 血だるま剣法/おのれらに告ぐ（平田弘史）
- チ。-地球の運動について-（魚豊、ビッグコミックスピリッツ）
- チチチチ（クール教信者、ヤングチャンピオン烈）
- 父の暦（谷口ジロー、ビッグコミック）
- 父の魂（貝塚ひろし、月刊少年ジャンプ）
- チックンタックン（石ノ森章太郎、○年の科学、○年の学習）
- ちっちゃい島のでっかいガール（あおいましろう、コミックDAYS）
- ちっちゃいナース（荻野眞弓、まんがタウンオリジナル、まんがタウン）
- ちっちゃな雪使いシュガー（BH SNOW+CLINIC、月刊ドラゴンジュニア）
- 千津美と藤臣君のシリーズ（ひかわきょうこ、LaLa）
- 地底国の怪人（手塚治虫）
- 地底少年チャッピー（水口尚樹、週刊少年サンデー）
- 地底の足音（水木しげる）
- ちとせetc.（吉住渉、マーガレット）
- ちとせげっちゅ!!（真島悦也、まんがライフオリジナル）
- 血と灰の女王（バコハジメ、裏サンデー）
- 血とばらの悪魔（原作：江戸川乱歩、作画：高階良子、なかよし）
- チノミ（吉永龍太、月刊アフタヌーン）
- 血の轍（押見修造、ビッグコミックスペリオール）
- ちはやふる（末次由紀、BE・LOVE）
- ちはるさんの娘（西炯子、まんがタウン）
- CHIBI（高橋陽一、週刊少年ジャンプ）
- ちひろの童話図書館（松島裕子、なかよし）
- ちび☆デビ!（篠塚ひろむ、ちゃお）
- ちびまる子ちゃん（さくらももこ、りぼん）
- ちびもの（東雲水生、もえよん・コミックハイ!）
- ちまちまはいすくーる（花見沢Q太郎、ヤングキング）
- 血まみれ観音（原作：横溝正史、高階良子、なかよし）
- 血まみれスケバン・チェーンソー（三家本礼、コミックビーム）
- チムアポート（羅川真里茂、ザ花とゆめ、花とゆめ）
- ちゃーみんぐ（清水真澄、ちゃお）
- チャームエンジェル（もりちかこ、ちゃお）
- チャイナガール（シナリオ：花形怜、漫画：青山景）
- チャイム（水沢めぐみ、りぼん）
- チャイルド★プラネット（原作・原案：竹熊健太郎、作画：永福一成、週刊ヤングサンデー）
- チャゲチャ（澤井啓夫、週刊少年ジャンプ）
- チャコちゃんの日記（今村洋子、少女、りぼん、小学四年生）
- 茶の涙 〜Larmes de the〜（水面かえる、EDEN&ブレイドコミックアーカイブ）
- チャレンジして!ミロマン（武内いぶき、コロコロコミック）
- チャンス（里見桂、『週刊少年サンデー増刊号）
- チャンスだピンチだABO!（原作：岸本けいこ、作画：堺紀世、なかよし）
- チャンネルはそのまま!（佐々木倫子、ビッグコミックスピリッツ）
- ちゃんねるW（えぬえけい、なかよし）
- チャンバラ 一撃小僧隼十（山田恵庸、週刊少年マガジン）
- チャンプ（原案：七三太朗、作画：ちばあきお、月刊少年ジャンプ）
- 中華一番!（小川悦司、週刊少年マガジン）
- 中学聖日記（かわかみじゅんこ、FEEL YOUNG）
- 中間管理録トネガワ（協力：福本伸行、原作：萩原天晴、作画：橋本智広＆三好智樹、月刊ヤングマガジン→コミックDAYS）
- 中間戦士 Mr.中（矢上裕）
- 忠犬ディディー（古賀亮一、コミックメガストア）
- 宙犬トッピ（藤子・F・不二雄、別冊コロコロコミック）
- 中卒労働者から始める高校生活（佐々木ミノル、コミックヘヴン）
- ちゅうに!（しんやそうきち、まんがぱれっとLite）
- 厨二くんを誰か止めて!（サンカクヘッド、月刊ドラゴンエイジ）
- 中年スーパーマン左江内氏（藤子・F・不二雄、漫画アクション）
- ちゅーぶら!!（中田ゆみ、コミックハイ!）
- 宙ポコ（藤子・F・不二雄、別冊コロコロコミック!）
- チューロウ（盛田賢司、ビッグコミックスピリッツ）
- 懲役339年（伊勢ともか、裏サンデー）
- 超ガッコウ伝 ガット!!（伊原しげかつ、コロコロコミック）
- 超感覚ANALマン（安永航一郎）
- 超機動員ヴァンダー（桂正和、週刊少年ジャンプ）
- 超くせになりそう（原作:吉村杏・作画:なかの弥生、なかよし）
- 超時空戦艦まほろば（松本零士、ビッグゴールド）
- 超時空要塞マクロス THE FIRST（美樹本晴彦、マクロスエース）
- 超少女明日香（和田慎二、別冊マーガレット、花とゆめ、コミックフラッパー）
- 超人キンタマン（立石佳太、コロコロコミック）
- 鳥人大系（手塚治虫、S-Fマガジン）
- 超人ロック（聖悠紀、多数）
- 超頭脳シルバーウルフ（原作:金成陽三郎・作画:越智辺昌義、週刊少年マガジン）
- 超世奇譚MAZE★爆熱時空（原作：あかほりさとる、キャラクター原案：菅沼栄治、作画：臣士れい、月刊コミックドラゴン）
- 超速スピナー（橋口隆志、コロコロコミック）
- 超念写探偵団 霊怪念写!イッパツくん（玉井たけし、コロコロコミック）
- 蝶の舞う日（原作：佐和みずえ、作画：牧村ジュン、なかよし）
- 腸よ鼻よ（島袋全優、GANMA!）
- 超龍戦記ザウロスナイト（克・亜樹、週刊少年サンデー）
- 貯金戦士キャッシュマン（鳥山明、Vジャンプ）
- チョコチョコボンボン（菊池晃弘、Vジャンプ）
- ちょこッとSister（雑破業・竹内桜、ヤングアニマル）
- ちょこっとヒメ（カザマアヤミ、月刊ガンガンWING）
- ちょこパフェ（いずみ、まんがタイムきらら、まんがタイム）
- CHŌKOビースト!!（浅野りん、月刊少年ガンガン）
- チョコボのふしぎものがたり（かとうひろし、月刊コロコロコミック）
- チョコミミ（園田小波、りぼん）
- ちよこれいと（フクシマハルカ、なかよし）
- チョコレートコスモス（春田なな、りぼん）
- チョコレート・デリンジャー（吾妻ひでお、月刊プレイコミック）
- チョコレートぶるーす（米原秀幸、月刊少年チャンピオン）
- チヨちゃんの嫁入り（伊藤ハチ）
- ちょっきんぱにっく（やぎさわ景一、チャンピオンREDいちご）
- ちょっといっぱい!（火曜、まんがタイムきららフォワード）
- ちょっと江戸まで（津田雅美、LaLa）
- ちょっとかわいいアイアンメイデン（原作：深見真、作画：α・アルフライラ、4コマnanoエース→ヤングエース）
- ちょっとだけかえってきた Dr.SLUMP(原作・監修：鳥山明、脚本：小山高生、作画：中鶴勝祥、Vジャンプ)
- ちょっとフライデイ（ひかわきょうこ、LaLa）
- ちょっと盛りました。（にしもとひでお、週刊少年マガジン）
- ちょっとヨロシク!（吉田聡、週刊少年サンデー）
- ちょびっツ（CLAMP、週刊ヤングマガジン）
- チョンチョンこまめちゃん（あなだもあ、なかよし）
- ちらん〜特攻兵の幸福食堂〜（魚乃目三太、ヤングチャンピオン）
- 珍豪ムチャ兵衛（森田拳次、週刊少年マガジン）
- チンタラ神ちゃん（藤子不二雄、少年ブック）
- ちんちんケモケモ（藤咲ユウ）
- チンプイ（藤子・F・不二雄、藤子不二雄ランド）
- 沈黙の艦隊（かわぐちかいじ、モーニング）
- 沈黙のメッセージ（曽根原澄子、なかよし）
- 珍遊記 -太郎とゆかいな仲間たち-（漫☆画太郎、週刊少年ジャンプ）

## つ
- ついでにとんちんかん（えんどコイチ、週刊少年ジャンプ）
- TWIN（六田登、週刊ヤングサンデー）
- ついんえんじぇる（谷澤みき、まんがくらぶオリジナル）
- TWIN SIGNAL（大清水さち、月刊少年ガンガン）
- ツインズナース（後野まつり、まんがタイムオリジナル、まんがタイムきらら）
- ツインビーンズ（星里もちる、ビッグコミックオリジナル）
- 痛快すずらん通り（花見沢Q太郎、ヤングキング）
- 2×2（うういずみ）
- ツーリング・エクスプレス（河惣益巳）
- ツール!(作:大谷アキラ 監修:栗山修)
- つかまえて!女組のひと（いでまゆみ、なかよし）
- 月明りの丘（かわみなみ、FEEL YOUNG）
- 付き合ってあげてもいいかな（たみふる、裏サンデー）
- 月うさぎたまご姫（片岡みちる、なかよし）
- 月が綺麗ですね（伊藤ハチ、コミック百合姫）
- 築地魚河岸三代目（原作：鍋島雅治・九和かずと　作画：はしもとみつお、ビッグコミック）
- 月とスッポン（柳沢きみお、週刊少年チャンピオン）
- 月にキスの花束を（北川みゆき、Cheese!）
- 月の光（花輪和一）
- 月の行方（かわみなみ、FEEL YOUNG）
- 次はいいよね、先輩（梅澤麻里奈、Sho-Comi）
- ツギハギ漂流作家（西公平、週刊少年ジャンプ）
- 月は東に日は西に（わかつきめぐみ、LaLa）
- 九十九眠るしずめ（高田裕三、別冊ヤングマガジン）
- 月詠（有馬啓太郎、コミックガム）
- 繕い裁つ人（池辺葵、Kiss PLUS→ハツキス）
- つたえられたら素敵（高杉菜穂子、なかよし）
- っていうか恋じゃね?（武藤啓、月刊プリンセス）
- 椿ナイトクラブ（哲弘、週刊少年チャンピオン）
- 翼くんはあかぬけたいのに（小花オト）
- ツバサ-RESERVoir CHRoNiCLE-（CLAMP、週刊少年マガジン）
- つぶつぶ生活（栗原まもる、Kiss）
- つぶらら（山名沢湖、コミックハイ!）
- っポイ!（やまざき貴子、LaLa→MELODY）
- つまさきおとしと私（ツナミノユウ、ねとらぼ）
- ツマヌダ格闘街（上山道郎、ヤングキング）
- つまり好きって言いたいんだけど、（円城寺マキ、プチコミック）
- 罪花罰（三上骨丸、ジャンプスクエア）
- 罪に濡れたふたり（北川みゆき、少女コミックcheese!）
- ツモっ子の森 （施川ユウキ、近代麻雀オリジナル）
- ツヨシしっかりしなさい（永松潔、モーニング）
- 釣りキチ三平（矢口高雄）
- ツリッキーズピン太郎（原作：真倉翔、作画：岡野剛、週刊少年ジャンプ）
- 釣りバカ日誌（作：やまさき十三、画：北見けんいち、ビッグコミックオリジナル）
- 釣り屋ナガレ（竹下けんじろう、週刊少年チャンピオン）
- つるピカハゲ丸（のむらしんぼ、月刊コロコロコミック）
- ツルモク独身寮（窪之内英策、ビッグコミックスピリッツ）
- 徒然チルドレン（若林稔弥、別冊少年マガジン→週刊少年マガジン）

## て
- であいもん（浅野りん、ヤングエース）
- 出会って5秒でバトル（原作：はらわたさいぞう、作画：みやこしかわ、裏サンデー、マンガワン）
- 出会って4光年で合体（太ったおばさん）
- デアマンテ〜天領華闘牌〜（碧也ぴんく、スピカ）
- dear（藤原ここあ、月刊ガンガンWING）
- DearS（PEACH-PIT、電撃コミックガオ!）
- ディア ブラザー!（円城寺マキ、プチコミック）
- 望郷戦士（原作：工藤かずや、作画：北崎拓、週刊少年サンデー）
- D・N・A² 〜何処かで失くしたあいつのアイツ〜（桂正和、週刊少年ジャンプ）
- D・N・ANGEL（杉崎ゆきる、月刊ASUKA）
- 定額制夫の「こづかい万歳」〜月額2万千円の金欠ライフ〜（吉本浩二、モーニング）
- D.Gray-man（星野桂、週刊少年ジャンプ）
- DJシリーズ（山下友美、花とゆめ）
- DEAR BOYS（八神ひろき、月刊少年マガジン）
- ディーふらぐ!（春野友矢、月刊コミックアライブ）
- DESIRE (漫画)（小谷憲一、スーパージャンプ）
- デイジー 〜3.11 女子高生たちの選択〜（ももち麗子、デザート）
- ティジクン!（原作：横山雅彦、漫画：大柴健、週刊少年マガジン）
- ディスコミュニケーション（植芝理一、月刊アフタヌーン）
- TISTA（遠藤達哉、ジャンプスクエア）
- 低俗霊MONOPHOBIA（原作：奥瀬サキ、作画：刻夜セイゴ、ヤングエース）
- 太陽の玻璃（栗原まもる、デザート）
- デイト・ア・オリガミ（原作：橘公司、作画：珠月まや、ドラゴンマガジン、エイジプレミアム）
- ディノサン（木下いたる、月刊コミック@バンチ）
- ティム♡ティム♡サーカス（原作：水木杏子、作画：いがらしゆみこ、なかよし）
- 悪魔の花嫁（原作：池田悦子、作画：あしべゆうほ、月刊プリンセス）
- Tales of Innocence（原作：バンダイナムコゲームス、作画：海童博行、ジャンプスクエア）
- テイルズ オブ ヴェスペリア（森田柚花、テイルズ オブ マガジン）
- テイルズ オブ ヴェスペリア〜フレン 聖なる白銀の騎士〜（小枕チヨリ、テイルズ オブ マガジン）
- テイルズ オブ エターニア（小池陽子、月刊ガンガンWING）
- TOW レディアントマイソロジー（寿らいむ、テイルズ オブ マガジン）
- テイルズ オブ ザ ワールド　レディアントマイソロジー2（尾張行、Side-BN）
- テイルズ オブ ジ アビス（玲衣、電撃「マ）王）
- TALES OF SYMPHONIA（壱村仁、月刊コミックブレイド）
- テイルズ オブ デスティニー 神の眼をめぐる野望（啄木鳥しんき、月刊ファミ通ブロス）
- テイルズ オブ デスティニー（くおん摩緒、月刊Gファンタジー）
- テイルズ オブ デスティニーディレクターズカット　儚き刻のリオン（カスカベアキラ、電撃「マ）王）
- テイルズ オブ デスティニー2（MAKOTO2号、月刊Gファンタジー）
- テイルズ オブ ファンタジア（MAKOTO2号、テイルズ オブ マガジン）
- テイルズ オブ ブレイカー（金谷和子、月刊Gファンタジー）
- テイルズ オブ レジェンディア（藤村あゆみ、Comic REX）
- てーきゅう（原作：ルーツ、作画：Piyo、コミック アース・スター）
- デート・ア・ストライク（原作：橘公司、作画：鬼八頭かかし、月刊ドラゴンエイジ）
- デート・ア・パーティー（原作：橘公司、作画：ひなもりゆい、月刊ドラゴンエイジ、エイジプレミアム）
- デート・ア・ライブ（犬威赤彦版）（原作：橘公司、作画：犬威赤彦、月刊少年エース）
- デート・ア・ライブ（ringo版）（原作：橘公司、作画：ringo、月刊少年エース）
- デーモン聖典（樹なつみ）
- 刑事が一匹…（きたがわ翔、モーニング）
- デカ杉デッカくん（あずまかなき、月刊コロコロコミック）
- テガミバチ（浅田弘幸、月刊少年ジャンプ→ジャンプスクエア）
- 溺愛ロワイヤル（八神千歳、ちゃお）
- でこぼこキューピッド（響理奈、なかよし）
- 砂の薔薇（新谷かおる、アニマルハウス、ヤングアニマル）
- デザイナー（一条ゆかり、りぼん）
- 手品先輩（アズ、週刊ヤングマガジン）
- DEATHTOPIA（山田恵庸、イブニング）
- DEATH NOTE（原作：大場つぐみ、作画：小畑健、週刊少年ジャンプ）
- でたとこプリンセス（奥田ひとし、月刊ドラゴンマガジン）
- 手塚治虫の旧約聖書物語（手塚治虫）
- 鉄鋼闘機ガイラ（上山道郎、コロコロコミック）
- 鉄子の旅（菊池直恵、月刊IKKI）
- 鉄コン筋クリート（松本大洋、ビッグコミックスピリッツ）
- 鉄魂!!ZOIDS核闘技（溝渕誠、コロコロコミック）
- 鉄人奪還作戦（原作：横山光輝、作画：さとうふみや、マガジンSPECIAL）
- 鉄人28号（横山光輝、少年）
- DEAD Tube（原作：山口ミコト、作画：北河トウタ）
- デッドデッドデーモンズデデデデデストラクション（浅野いにお、週刊ビッグコミックスピリッツ）
- デッドマン・ワンダーランド（片岡人生、近藤一馬、月刊少年エース）
- 鉄鍋のジャン!（西条真二、週刊少年チャンピオン）
- 鉄の旋律（手塚治虫、増刊ヤングコミック）
- 鉄のほそ道（はしもとみつお、コミックチャージ）
- 鉄面探偵ゲン（石ノ森章太郎、週刊少年マガジン、別冊少年マガジン）
- 哲也-雀聖と呼ばれた男（原案：さいふうめい、漫画：星野泰視、週刊少年マガジン）
- 鉄腕アトム（手塚治虫、少年）
- 鉄腕バーディー （ゆうきまさみ、週刊ヤングサンデー）
- 鉄腕ブレイク（篠原知宏、週刊少年マガジン）
- デトロイト・メタル・シティ（若杉公徳、ヤングアニマル）
- 出直しといで!（一色まこと、ビッグコミックスピリッツ）
- テニスの王子様（許斐剛、週刊少年ジャンプ）
- テニスボーイ（原作：寺島優、作画：小谷憲一、週刊少年ジャンプ）
- デビィ・ザ・コルシファは負けず嫌い（平方昌宏、少年ジャンプ+）
- デビデビ DEVIL&DEVIL 魔と天はパートナー!?（三好雄己、週刊少年サンデー）
- でびるち（むすあき、GANMA!）
- でびるなえびる（倉上淳士、月刊コミックハイ!）
- デビルマン（永井豪、週刊少年マガジン）
- デビルマン対ゲッターロボ（永井豪、チャンピオンRED）
- デビルマンレディー（永井豪、モーニング）
- てぶくろてっちゃん（藤子・F・不二雄、たのしい一年生 等）
- でゅあるてぃーちゃー（ボマーン、もえよん）
- DUEL JACK（伊原しげかつ、コロコロコミック）
- 亜人ちゃんは語りたい（ペトス、ヤングマガジンサード）
- テラフォーマーズ（原作：貴家悠、作画：橘賢一、ミラクルジャンプ→週刊ヤングジャンプ）
- 地球へ…（竹宮恵子、月刊マンガ少年）
- テラモリ（iko）
- デリカレ（松苗あけみ、Silky）
- デリシャス!（原作：小林深雪、漫画：あゆみゆい、なかよし）
- てるてる×少年（高尾滋、花とゆめ）
- 出るトコ出ましょ!（稲光伸二、ビッグコミックス）
- デルトラ・クエスト（原作：エミリー・ロッダ、作画：にわのまこと、コミックボンボン）
- テルマエ・ロマエ（ヤマザキマリ、コミックビーム）
- テレキネシス 山手テレビキネマ室（芳崎せいむ+東周斎雅楽、週刊ビッグスピリッツ）
- でろでろ（押切蓮介、週刊ヤングマガジン）
- デロリンマン（ジョージ秋山、週刊少年ジャンプ・週刊少年マガジン）
- 電影少女（桂正和、週刊少年ジャンプ）
- てんか!（葛屋カツキ、月刊コミックジーン）
- 天外君の華麗なる悩み（真倉翔、週刊少年ジャンプ）
- 天からトルテ!（近藤るるる、ファミ通）
- デンキ街の本屋さん（水あさと、コミックフラッパー）
- 天空の覇者Z（宇野比呂士、週刊少年マガジン・マガジンSPECIAL）
- 電撃!ピカチュウ（おのとしひろ、別冊コロコロコミック）
- 天眷御伽草子（冬季ねあ、月刊ガンガンWING）
- 天顕祭（白井弓子、同人誌）
- 天国から見ていた海（原作：青州嘉、作画：桜井優、月刊ドラゴンエイジ）
- 天獄 -HEAVEN'S PRISON-（うたたねひろゆき、ウルトラジャンプ）
- 天才バカボン（赤塚不二夫、週刊少年マガジン）
- 天才柳沢教授の生活（山下和美、週刊モーニング）
- 天才料理少年 味の助（宗田豪、週刊少年マガジン）
- 天使禁猟区（由貴香織里、花とゆめ）
- 天智と天武-新説・日本書紀-（原案・監修：園村昌弘、中村真理子、ビッグコミック）
- 天使なカラダ（池上花英、週刊プレイボーイ）
- 天使な小生意気（西森博之、週刊少年サンデー）
- 天使なんかじゃない（矢沢あい、りぼん）
- 天使の玉ちゃん（藤子不二雄、毎日小学生新聞）
- てんしのはねとアクマのシッポ（霧賀ユキ、月刊Gファンタジー）
- 天使みたい（山下和美、ヤングユー）
- 電車男 でも、俺旅立つよ。（原作：中野独人、作画：渡辺航、チャンピオンRED）
- 天上天下（大暮維人、ウルトラジャンプ）
- 天上天下唯我独尊（もりやまつる、週刊ヤングマガジン）
- 天上の虹（里中満智子、mimi DX→mimi Excellent→単行本描き下ろし）
- 天正やおよろず（稀捺かのと、月刊ガンガンWING）
- 天神-TENJIN-（原作：小森陽一、構成：田岡宗晃、作画：杉江翼、ジャンプLIVE→少年ジャンプ+）
- 転生悪女の黒歴史（冬夏アキハル、LaLa）
- 転生したらオレがヒロインであいつが勇者だった（みずのもと、コミックガルド）
- 電送人バルバー（永井豪、テレビマガジン）
- 伝説の頭 翔（原作：夏原武、作画：刃森尊、週刊少年マガジン）
- 天体戦士サンレッド（くぼたまこと、ヤングガンガン）
- 10DANCE（井上佐藤、ヤングマガジンサード）
- 天地無用!（奥田ひとし）
- 天誅上等!! -金時坂マンション裏組合-（富永裕美、BE・LOVE）
- 天地を喰らう（本宮ひろ志、週刊少年ジャンプ）
- てんで性悪キューピッド（冨樫義博、週刊少年ジャンプ）
- 天 天和通りの快男児（福本伸行、近代麻雀）
- てんとう虫の歌（川崎のぼる、学年誌）
- 天然濃縮!!オレンジ戦機（高田慎一郎、月刊少年エース）
- 天然パールピンク（田中メカ、LaLa）
- 天王寺さんはボドゲがしたい（mononofu、月刊キスカ）
- 電脳なをさん（唐沢なをき、週刊アスキー）
- 電脳ボーイ（ながいのりあき、コロコロコミック）
- 電脳やおい少女（中島沙帆子、まんがくらぶオリジナル）
- テンプリズム（曽田正人、ビッグコミックスピリッツ→コミック小学館ブックス）
- 天よりも星よりも（赤石路代、ちゃお）

## と
- とある魔術の禁書目録（原作：鎌池和馬、作画：近木野中哉、月刊少年ガンガン）
- とある科学の超電磁砲（原作：鎌池和馬、作画：冬川基、キャラクターデザイン：灰村キヨタカ、月刊コミック電撃大王）
- トイレット博士（とりいかずよし、週刊少年ジャンプ）
- トゥインクル☆キッチン（きたむらゆうか、ちゃお）
- トゥインクルきゃっと（片岡みちる、なかよし）
- トゥインクルちぇりー（小原ショウ、ちゃお）
- 同・級・生!!（池山田剛、Sho-Comi）
- 東京赤ずきん（玉置勉強、コミックバーズ）
- 東京アリス（稚野鳥子、Kiss）
- 東京エイティーズ（原作：安藤夕馬、作画：大石知征、週刊ビッグスピリッツ）
- 東京ガールズブラボー（岡崎京子、CUTiE）
- 東京喰種（石田スイ、週刊ヤングジャンプ）
- 東京喰種:re（石田スイ、週刊ヤングジャンプ）
- 東京クレイジーパラダイス（仲村佳樹、花とゆめ）
- 東京ゴースト・トリップ（葉芝真己、いち＊ラキ）
- 東京自転車少女。（わだぺん。、コミック アース・スター）
- 東京シャッターガール（桐木憲一、週刊漫画ゴラク）
- 東京大学物語（江川達也、ビッグコミックスピリッツ）
- 東京タラレバ娘（東村アキコ、Kiss）
- 東京トイボックス（うめ、モーニング）
- 東京都北区赤羽（清野とおる、ケータイ★まんが王国）
- TOKYO TRIBE（井上三太、描きおろし）
- TOKYO TRIBE2（井上三太、boon）
- 東京番長（鈴木けい一、週刊少年サンデー）
- 東京BABYLON（CLAMP、サウス、月刊ウィングス）
- 東京魔人学園剣風帖 龍龍（原作：作画：佐倉諒、月刊ガンガンWING）
- 東京ミュウミュウ（征海未亜、なかよし）
- 東京物語（ふくやまけいこ、アニメージュ）
- 東京ラブストーリー（柴門ふみ、ビッグコミックスピリッツ）
- TOKYO WONDER BOYS（原作：下山健人、作画：伊達恒大、週刊少年ジャンプ）
- 峠鬼（鶴淵けんじ、ハルタ）
- 桃源暗鬼（漆原侑来、週刊少年チャンピオン）
- 東西奇ッ怪紳士録（水木しげる、ビッグゴールド）
- どうしても触れたくない（ヨネダコウ、CRAFT）
- 東島丹三郎は仮面ライダーになりたい（柴田ヨクサル、協力：石森プロ・東映、月刊ヒーローズ→コミプレ）
- 闘翔ボーイ（竜崎遼児、週刊少年サンデー）
- 道士郎でござる（西森博之、週刊少年サンデー）
- 同人少女JB（一本木蛮、Web漫画アクション堂）
- 東大一直線（小林よしのり、週刊少年ジャンプ）
- 東大快進撃（小林よしのり）
- Do Da Dancin'!（槇村さとる、ヤングユー、オフィスユー）
- 東南角部屋（田島みみ、Cocohana）
- 動物のお医者さん（佐々木倫子、花とゆめ）
- 動物のおしゃべり♥（神仙寺瑛、まんがライフ、まんがライフオリジナル）
- 動物のカメちゃん（噌西けんじ、週刊少年サンデー）
- 逃亡医F（原作：伊月慶悟、作画：佐藤マコト、プレイコミック）
- 東方三月精 -Eastern and Little Nature Deity-（原作：ZUN、作画：松倉ねむ、コンプエース）
- 東方三月精 Strange and Bright Nature Deity（原作：ZUN、作画：比良坂真琴、コンプエース）
- 当方桃太郎、全パート募集（三上骨丸、少年ジャンプ+）
- 童夢（大友克洋）
- 東遊記（酒井ようへい、週刊少年サンデー）
- ドM女子とがっかり女王様（狐ヶ崎、ヤングエース）
- TO-Y（上條淳士、週刊少年サンデー）
- トーキョー忍スクワッド（原作：田中勇輝、作画：松浦健人、週刊少年ジャンプ）
- ドージンワーク（ヒロユキ）
- どーする!?わんこ（那州雪絵、まんがライフ）
- どーなつプリン（猫部ねこ、なかよし）
- ドーベルマン刑事（原作：武論尊、作画：平松伸二、週刊少年ジャンプ）
- トーマの心臓（萩尾望都、少女コミック）
- Tomorrows（出口真人、週刊少年サンデー）
- ドーリィ♪カノン（やぶうち優、ちゃお）
- DAWN -陽はまた昇る-（原作：倉科遼、作画：ナカタニD.、週刊ビッグスピリッツ）
- トカゲ爆発しろ（okamura、月刊コミックアライブ）
- ドカコック（渡辺保裕、週刊漫画ゴラク）
- どがしかでん!（濱田浩輔、週刊少年ジャンプ）
- ドカベン（水島新司、週刊少年チャンピオン）
- ドカベン プロ野球編（水島新司）
- ドカベン スーパースターズ編（水島新司）
- ドカベン ドリームトーナメント編（水島新司）
- トガリ（夏目義徳、週刊少年サンデー）
- どきどき姉弟ライフ（後藤羽矢子、月刊まんがライフ、まんがライフオリジナル）
- ドキドキ☆ズキンズ（笹木竹丸、ChuChu）
- どきどき!たまタン（こげどんぼ*、なかよし）
- 時なずみ、二人なずむ。（中村紗弓、ChuChu）
- ときめきトゥナイト（池野恋、りぼん）
- ときめきの法則（あゆみゆい、なかよし）
- ときめきももいろハイスクール（笹野ちはる、まんがライフ、まんがライフMOMO）
- ドキュンサーガ（いとまん、ComicWalker）
- 度胸星（山田芳裕、週刊ヤングサンデー）
- トキワ来たれり!!（松江名俊、週刊少年サンデー）
- 徳川生徒会（中津賢也、週刊少年サンデー）
- 独裁グリムワール（狩野アユミ、月刊コミックジーン）
- 独裁君（業田良家、季刊わしズム）
- トクサツガガガ（丹波庭、ビッグコミックスピリッツ）
- どぐされ球団（竜崎遼児、月刊少年ジャンプ）
- 独身アパートどくだみ荘（福谷たかし、週刊漫画TIMES）
- Dr.コトー診療所（山田貴敏、週刊ヤングサンデー）
- Dr.椎名の教育的指導!!（椎名高志、週刊少年サンデー）
- Dr.STONE（原作：板垣利一郎、作画：Boichi、週刊少年ジャンプ）
- Dr.スランプ（鳥山明、週刊少年ジャンプ）
- Dr.リンにきいてみて!（あらいきよこ、ちゃお）
- どくだみ先生（古谷三敏、週刊少年マガジン）
- Dr.リアンが診てあげる（竹内元紀、月刊少年エース）
- 特ダネ三面キャプターズ（海藍、まんがタイムラブリー）
- 毒の華（魔木子、FEEL YOUNG）
- 毒姫（三原ミツカズ、ネムキ）
- 特命係長 只野仁（柳沢きみお、週刊現代）
- 時計仕掛けのりんご（手塚治虫）
- どげせん（企画・全面協力：板垣恵介、作画：RIN、週刊漫画ゴラク）
- ど根性ガエル（吉沢やすみ、週刊少年ジャンプ）
- 土佐の一本釣り（青柳裕介、ビッグコミックス）
- 道産子ギャルはなまらめんこい（伊科田海、少年ジャンプ+）
- 年の差婚（中間淳生、めちゃコミック）
- 図書委員長の品格（紺野比奈子、コミックハイ!）
- 図書館戦争 LOVE&WAR（原作：有川浩、作画：弓きいろ、LaLa）
- 図書館戦争 SPITFIRE!（原作：有川浩、作画：ふる鳥弥生、月刊コミック電撃大王）
- どすこい!サイぼん（のむらしんぼ、コロコロコミック）
- どチンピラ（原作：原麻紀夫、作画：土光てつみ、ジャックポット）
- どついたれ（手塚治虫、週刊ヤングジャンプ）
- トッキュー!!（原作：小森陽一、作画：久保ミツロウ、週刊少年マガジン）
- どっきりドクター（細野不二彦、週刊少年サンデー）
- どっきりマイクローン（今西まさお、月刊少年ジャンプ）
- どっきんタイムトリップ（猫部ねこ、なかよし）
- どっきんハートはマリンブルー（西原ちか、なかよし）
- 突撃!第二やまぶき寮（岩崎つばさ、まんがタウンオリジナル→まんがタウン）
- 突撃!!屯田村青年団（やまだ浩一、リイドコミック）
- 突撃!パッパラ隊（松沢夏樹、月刊少年ガンガン）
- とつげき! ぷるぷる学園（くぼたまこと、プレコミックブンブン）
- TOKKO 特公（藤沢とおる、月刊アフタヌーン）
- 特攻!アルテミス（森左智、YOUNG KING）
- 特攻天女（みさき速、週刊少年チャンピオン）
- ドッジファイター一撃!（こしたてつひろ、コロコロコミック）
- とっても優しいあまえちゃん!（ちると、ドラドラドラゴンエイジ）
- とっても!ラッキーマン（ガモウひろし、週刊少年ジャンプ）
- .hack//Alcor 破軍の序曲（原作：天羽かなみ、作画：泉原れな、.hack//G.U. The World）
- .hack//XXXX（原案：松山洋、漫画：喜久屋めがね、.hack//G.U. The World）
- .hack//GnU（原作：種子島貴、作画：河南あすか、.hack//G.U. The World）
- .hack//黄昏の腕輪伝説（原作：浜崎達也、作画：依澄れい、コンプティーク）
- トップ オブ ザ ワールドな人たち（小坂理絵、なかよし）
- トト（長田裕幸、マガジンSPECIAL）
- トト! the wonderful adventure（長田悠幸、週刊少年マガジン）
- ドドドドドッジ!（勝見直人、コロコロコミック）
- トトの世界（さそうあきら、漫画アクション）
- とどのつまりの有頂天（あらた伊里、ヤングコミック）
- となグラ!（筧秀隆、月刊コミックRUSH）
- となりの怪物くん（ろびこ、デザート）
- となりの柏木さん（霜月絹鯊、まんがタイムきららフォワード）
- となりの格闘王（原作：緒田太一、作画：西条真二、週刊少年チャンピオン）
- となりの吸血鬼さん（甘党、月刊コミックアライブ）
- となりの関くん（森繁拓真、MFコミックス）
- 隣の席になった美少女が惚れさせようとからかってくるがいつの間にか返り討ちにしていた（原作：荒三水、作画：宮古蜂、がうがうモンスター）
- となりのたまげ太くん（石ノ森章太郎、週刊少年マガジン）
- となりのフィギュア原型師（丸井まお、まんがタイムオリジナル）
- トニーたけざきのガンダム漫画（トニーたけざき、月刊ガンダムA）
- トニカクカワイイ（畑健二郎、週刊少年サンデー）
- どーにゃつ（コザキユースケ、ヤングガンガン）
- 鳥獏先輩なに賭ける?（くずしろ、漫画アクション）
- 賭博覇王伝 零（福本伸行、週刊少年マガジン）
- 賭博黙示録カイジ（福本伸行、週刊ヤングマガジン）
- ドビンソン漂流記（藤子・F・不二雄、こどもの光）
- 飛ぶ教室（ひらまつつとむ、週刊少年ジャンプ）
- とべない翼（原作：真樹日佐夫、作画：梅本さちお、週刊少年サンデー）
- トマトイプーのリコピン（大石浩二、週刊少年ジャンプ）
- トマトさん（にしみやおさむ、岐阜新聞他地方紙）
- 富江（伊藤潤二、月刊ハロウィン、ネムキなど）
- とめはねっ! 鈴里高校書道部（河合克敏、週刊ヤングサンデー）
- 友子の場合（藤野美奈子、ビッグコミックスピリッツ）
- トモダチ（原明日美、なかよし）
- トモダチゲーム（原作 : 山口ミコト、漫画 : 佐藤友生、別冊少年マガジン）
- 智美と徹シリーズ（那州雪絵、別冊花とゆめ→花とゆめ）
- トライガン（内藤泰弘、少年キャプテン）
- トライガン・マキシマム（内藤泰弘、ヤングキングアワーズ）
- TRIBAL 12（長田悠幸、マガジンSPECIAL）
- D-LIVE!!（皆川亮二、週刊少年サンデー）
- トラウマイスタ（中山敦支、週刊少年サンデー）
- ドラえもん（藤子・F・不二雄、小学一年生・コロコロコミック等）
- ドラえもん ガラパ星から来た男（藤子・F・不二雄、小学三年生、小学四年生、小学五年生）
- ドラえもん百科（方倉陽二、月刊コロコロコミック）
- ドラえもん プラス（藤子・F・不二雄）
- ドラ・Q・パーマン（原作：藤子・F・不二雄、作画：しのだひでお、コロコロコミック）
- DQI秘伝 竜王バリバリ隊（原作：三条陸、作画：稲田浩司、Vジャンプ）
- ドラゴノーツ -THE RESONANCE-（原作：NAS、作画：木下聡志、ジャンプスクエア）
- ドラゴンクエスト ヴァーチャルバトラー仁（御茶まちこ、月刊少年ギャグ王）
- DRAGON QUEST -ダイの大冒険-（原作：三条陸、作画：稲田浩司、週刊少年ジャンプ）
- ドラゴンクエスト 天空物語（幸宮チノ、月刊少年ギャグ王、月刊ステンシル、月刊Gファンタジー）
- DRAGON QUEST IV外伝 -地獄の迷宮-（原作：三条陸、作画：稲田浩司、月刊少年ジャンプ）
- ドラゴンクエストモンスターズ+（吉崎観音、月刊少年ガンガン）
- ドラゴンクエスト列伝 ロトの紋章（作画：藤原カムイ、設定：川又千秋、脚本：小柳順治、月刊少年ガンガン）
- ドラゴンクエスト列伝 ロトの紋章 〜紋章を継ぐ者達へ〜（作画：藤原カムイ、脚本：映島巡、ヤングガンガン）
- ドラゴン拳（小林たつよし、別冊コロコロコミック・月刊コロコロコミック）
- ドラゴン桜（三田紀房、週刊モーニング）
- ドラゴンドライブ（佐倉ケンイチ、月刊少年ジャンプ）
- DRAGON VOICE（西山優里子、週刊少年マガジン）
- DRAGON BALL（鳥山明、週刊少年ジャンプ）
- トラジマのミーめ (松本零士、プリンセス)
- 虎と狼（神尾葉子、別冊マーガレット）
- トラとミケ（ねこまき（ミューズワーク）、女性セブン）
- とらドラ!（原作：竹宮ゆゆこ、作画：絶叫、月刊電撃コミック大王）
- ドラネコロック（鴨川つばめ、月刊少年チャンピオン）
- とらのあなの美虎ちゃん（むっく、コミックとらのあなの広告）
- トラフィッカー（光永康則、月刊サンデーGENE-X）
- To LOVEる -とらぶる-（原作：長谷見沙貴、作画：矢吹健太朗、週刊少年ジャンプ）
- とらぶるクリック!!（門瀬粗、まんがタイムきららキャラット）
- とらぶるスピリット!（みなみ、マンガごっちゃ）
- とらぶるツインズ（吉田美紀子、まんがタイムナチュラル）
- ドラベース ドラえもん超野球外伝（むぎわらしんたろう、コロコロコミック）
- とらわれごっこ（サカモトミク、ザ花とゆめ）
- とらわれの身の上（樋野まつり、LaLa）
- とらわれペンギン（森山塔、漫画エロトラブ）
- トランジスタ・ティーセット〜電気街路図〜（里好、まんがタイムきららフォワード）
- とりいかずよしファミリー劇場（とりいかずよし、別冊コロコロコミック）
- ドリーム職人（野中英次、週刊モーニング）
- Dreams（原作：七三太朗、作画：川三番地、週刊少年マガジン、マガジンSPECIAL）
- とりきっさ!（ノブヨシ侍、月刊COMICリュウ）
- トリコ（島袋光年、週刊少年ジャンプ）
- トリコロ（海藍、まんがタイムきらら等）
- ドリフターズ（平野耕太、ヤングキングアワーズ）
- トリリオンゲーム（原作：稲垣理一郎、作画：池上遼一、ビッグコミックスペリオール）
- ドリル園児（おおひなたごう、週刊少年チャンピオン）
- ドリムゴード〜Knights in the Dark City〜（中西達郎、月刊コミックBLADE）
- トルネコ一家の冒険記（脚本：小松崎康弘、作画：村上ゆみ子、月刊少年ギャグ王）
- ドルヒラ（堀井秀人、週刊少年ジャンプ）
- DOLL MASTER（井原裕士、月刊電撃大王）
- 奴隷遊戯（原作：ヤマイナナミ、作画：木村隆志）
- とろける鉄工所（野村宗弘、イブニング）
- ドロヘドロ（林田球、月刊IKKI）
- どろろ（手塚治虫）
- ドロロンえん魔くん（永井豪）
- どろろんぱっ!（室山まゆみ、ぴょんぴょん）
- 永遠かもしれない（赤石路代、Cheese!）
- とんかつDJアゲ太郎（原作：イーピャオ、作画：小山ゆうじろう、少年ジャンプ+）
- トンキー物語（原作：福田三郎、作画：飯森広一、週刊少年ジャンプ）
- ドンキッコ（石ノ森章太郎、少年ブック等）
- ドンキホーテ'77（峡塚のん、なかよし）
- ドンケツ（たーし、ヤングキング）
- とんずらごはん（義元ゆういち、マンガボックス）
- 翔んだカップル（柳沢きみお、週刊少年マガジン）
- とんでぶーりん（池田多恵子、ちゃお）
- とんでもないオヤジ（Wataru Studio）
- とんでもナイト（小坂理絵、なかよし）
- とんでる!ポニーテール（もりちかこ、ちゃお）
- ドン・ドラキュラ（手塚治虫、週刊少年チャンピオン）
- 丼なモンダイ!（原作：花形怜、作画：吉開寛二、食漫）